# 6277 Siok
A 6277 Siok (ideiglenes jelöléssel (6277) 1949 QC1) a Naprendszer kisbolygóövében található aszteroida. Giclas & Schaldach fedezte fel 1949. augusztus 24-én.